# Cetonia aurata
O besouro-das-rosas (nome científico: Cetonia aurata), também denominado por besouro-dourado ou besouro-bronze, é uma espécie de besouro escarabionídeos pertencente à família dos cetonídeos, que inclui os besouros conhecidos popularmente como carochas. Com distribuição no paleoártico, são encontrados desde sul ao centro da Europa e, na parte mais ao sul do Reino Unido. Se tratam de uma espécie detritívora saprófaga benéfica. Esta espécie recebe esse nome devido aos hábitos alimentares de seus representantes, que se alimentam de néctar, pólen e flores, especialmente de rosas. Sua aparência se trata de um besouro de coloração estruturalmente esverdeada e metálica, além de um escutelo distinguivelmente triangular, em formato de V. O escutelo se caracteriza como uma área entre os élitros; esta pode apresentar várias linhas e marcações brancas, pequenas e irregulares. O lado inferior deste besouro possui uma tonalidade acobreada, enquanto a parte superior é, às vezes, bronzeado, acobreado, violeta, azul ou preto, ou cinzento.
Cetonia aurata não deverá ser confundido com sua contraparte norte-americana Macrodactylus subspinosus, nem com o raramente observado escaravelho-nobre, Gnorimus nobilis, este que se assemelha intrissecamente ao besouro-das-rosas. Uma das maneiras principais de identificar um Cetonia aurata se dá pela observação do escutelo, que no escaravelho-nobre possui o formato de um triângulo equilátero, ou seja, que possui todos os seus lados idênticos em comprimento, ao que no besouro-das-rosas aparenta um triângulo isósceles, possuindo apenas dois de seus três lados iguais.

## Descrição

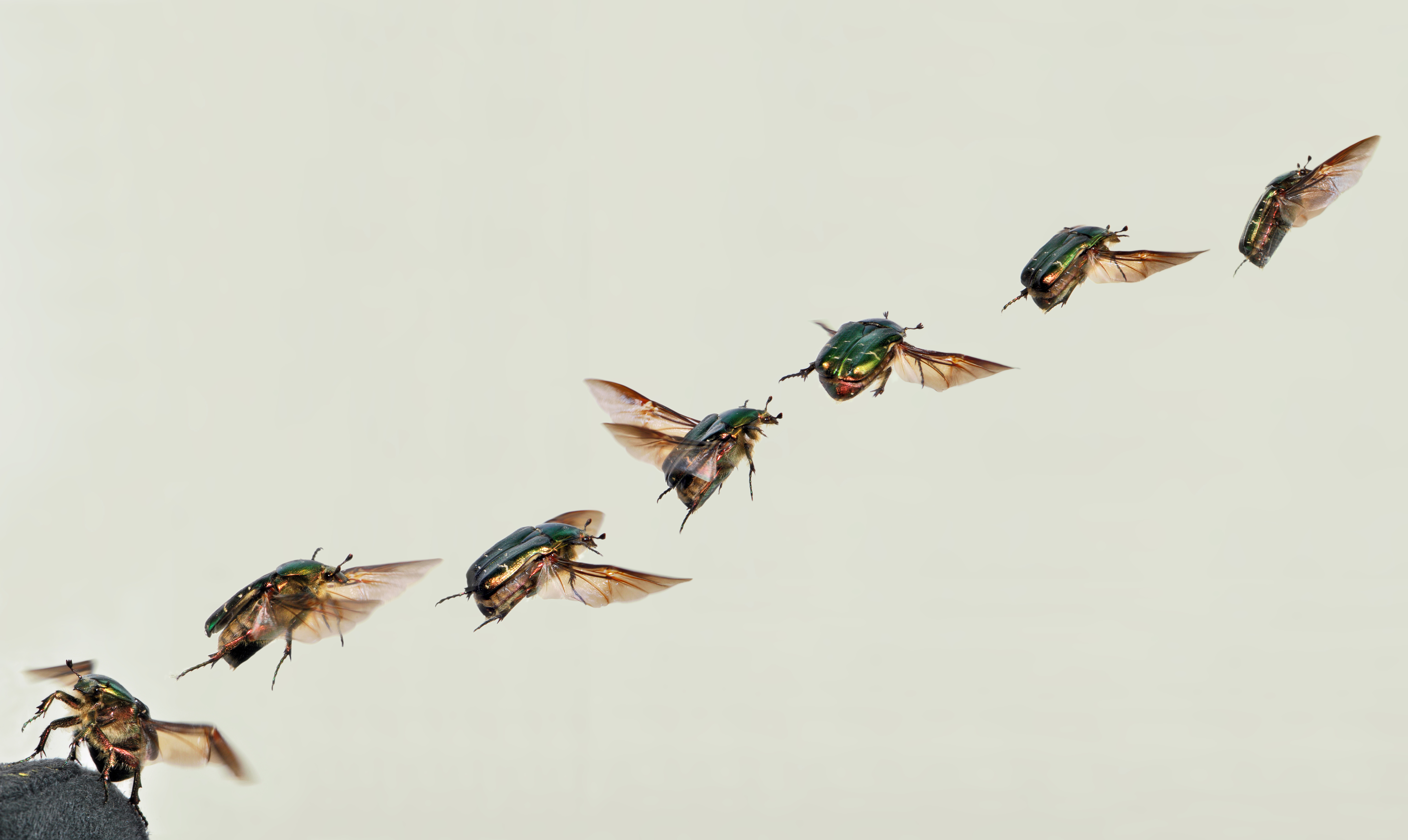
Fotografia composta mostrando os padrões de voo de um besouro-das-rosas, desde a "decolagem", com destaque para os élitros voltados para baixo.

Os besouros-das-rosas são coleópteros polífagos escarabioídeos de em torno de 20 milímetros de comprimento, de coloração verde-metálica na maioria de seu corpo, com uma coloração mais bronzeada a enegrecida nas partes superiores, ao que se exibe mais bronzeado nas partes inferiores. Os besouros-das-rosas são capacitados de voo rápido, se erguendo com seus élitros voltados para baixo. Sua alimentação consiste de pólen, néctar e flores, principalmente de rosídeas. Estes podem ser encontrados nas rosas em dias mais quentes e ensolarados, começando em maio, até junho ou julho e, ocasionalmente, em setembro, embora sejam conhecidas observações em outubro. Tais coleópteros se distribuem geograficamente de maneira quase exclusiva nas partes austrais e centrais do continente europeu, assim como na parte mais ao sul do Reino Unido, onde, em algumas datas, parecem estar muito mais concentrados. Estes também podem ser observados no sul da Ásia Oriental, nas localidades mais interiores e nas ilhas periféricas de Hongue Congue. Se trata de uma espécie beneficamente saprófaga (detritívora).

### Ciclo de vida
Durante seu estágio de larva, estes se caracterizam por uma estrutura corporal em formato de C, com um corpo esbranquiçado firme, enrugado e peludo, adicionado de pés pequenos. Os imaturos realizam invernagem independentemente do lugar onde se alimentam, que pode ser em compostos, esterco, matéria orgânica de folhagens, ou partes de madeira em decomposição. Estas larvas crescem rapidamente e terão realizado a muda duas vezes antes do final do outono. Possuem uma expectativa de vida que se estende aos dois anos de idade. Realizam a pupação em junho ou julho. Alguns besouros que ao atingir a maturidade sexual podem emergir somente no outono, porém sua emergência ocorrerá principalmente na primavera, período no qual ocorre a reprodução destes besouros. Após o acasalamento, as fêmeas dos besouros irão colocar os ovos em matéria orgânica em decomposição, antes de morrer.

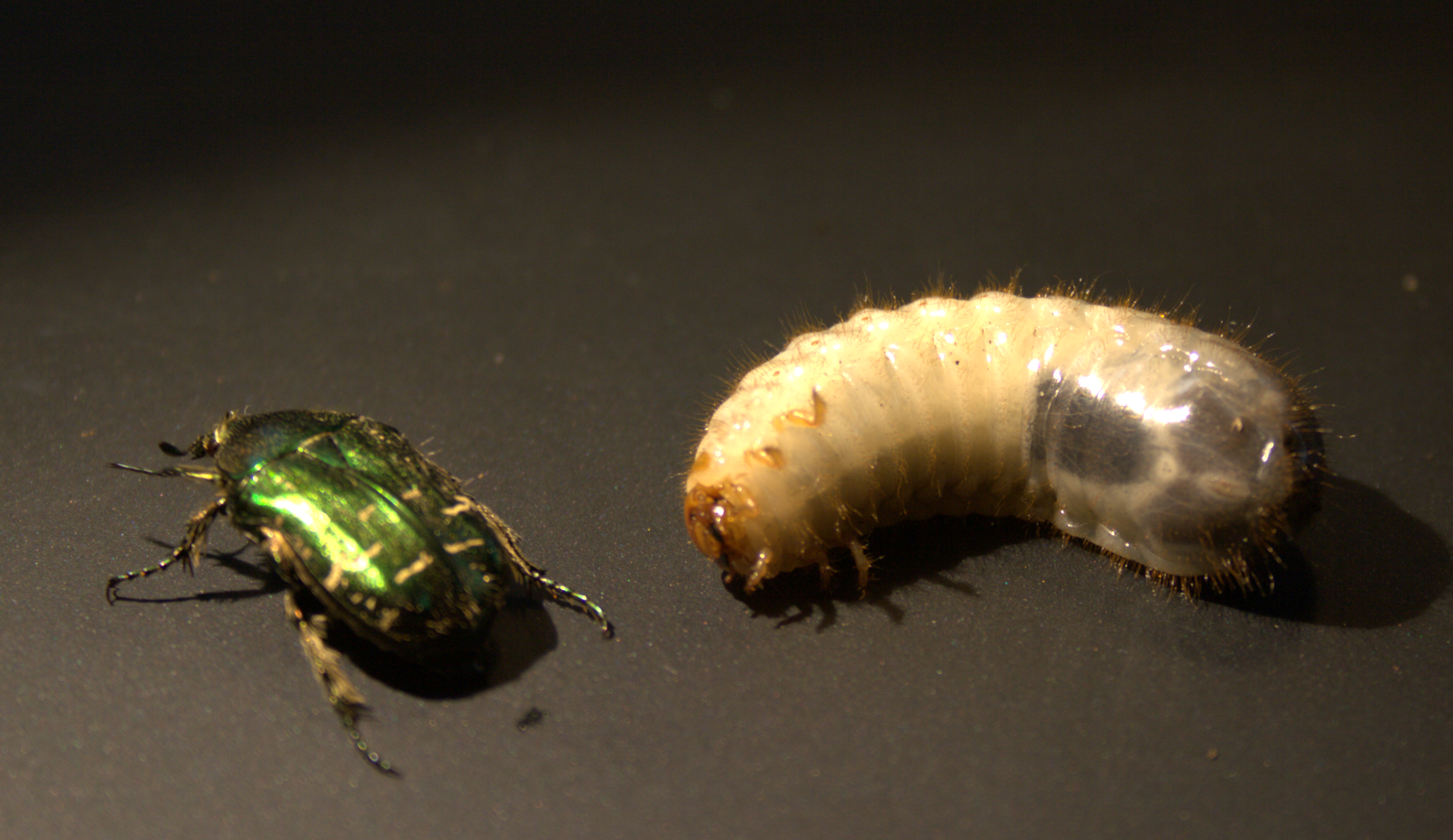
Dois exemplares de Cetonia aurata: na esquerda, um espécime em estágio adulto, de inseto, exibindo sua coloração tipicamente esverdeada e metálica; por sua vez, na direita, um besouro em seu estágio larval

## Coloração
A coloração metálica esverdeada apresentada por estes besouros se cria estruturalmente, sendo causada ao refletir uma luz polarizada, em sua maioria, circularmente; que na maioria dos escarabídeos este é circularmente polarizado em seu lado esquerdo. Como resultado, quando visto através de um polarizador circular à direita, o besouro parece incolor. Existem também cores diferentes além do verde comum; há também cobre, cinza e preto. Muitos espécimes exibem manchas brancas, enquanto alguns têm pouquíssimas ou nenhuma. Foi descrito como um polarizador elíptico de banda estreita à esquerda.

## Subespécies
São reconhecidas as seguintes sete subespécies:
- Cetonia aurata aurata Linnaeus, 1761
- Cetonia aurata pallida (Drury, 1770)
- Cetonia aurata pisana Heer, 1841
- Cetonia aurata jingkelii Flutsch & Tauzin, 2009
- Cetonia aurata pokornyi Rataj, 2000
- Cetonia aurata sicula Aliquo, 1983
- Cetonia aurata viridiventris Reitter, 1896